# 3 Centauri
Ne doit pas être confondu avec K Centauri, ni avec κ (Kappa) Centauri.
Désignations
3 Cen A : GC 18724, HD 120709, HR 5210, SAO 204916

3 Centauri (en abrégé 3 Cen) est une étoile triple de la constellation australe du Centaure. Elle porte également la désignation de Bayer de k Centauri, 3 Centauri étant sa désignation de Flamsteed. Elle est visible à l'œil nu avec une magnitude apparente combinée de 4,32. D'après la mesure de leur parallaxe annuelle par le satellite Gaia, ses étoiles sont distantes d'approximativement ∼ 325 a.l. (∼ 99,6 pc) de la Terre,.
En date de 2014, ses deux composantes visibles, désignées 3 Centauri A et B, étaient localisées à distance angulaire de 7,85 secondes d'arc et selon un angle de position de 106° l'une de l'autre. Le système est également une binaire à éclipses suspectée et il s'est vu attribuer la désignation d'étoile variable V983 Centauri.
Sa composante la plus brillante, 3 Centauri A, est une étoile bleu-blanc et chimiquement particulière du type pauvre en hélium (ou CP4), de type spectral B5 III-IVp. Sa magnitude apparente est de 4,52. Le spectre de l'étoile monte des surabondances en éléments tels que l'azote, le phosphore, le manganèse, le fer et le nickel, alors que le carbone, l'oxygène, le magnésium, l'aluminium, le soufre et le chlore apparaissent être en sous-abondance comparativement au Soleil. De faibles raies en émission sont également visibles.
Son compagnon, 3 Centauri B, brille d'une magnitude de 5,97. C'est une binaire spectroscopique à raies doubles qui boucle une orbite avec une période de 17,4 jours et selon une excentricité de 0,21. La paire présente une séparation angulaire de 2,485 mas. Sa composante visible est une étoile bleu-blanc de la séquence principale de type spectral B8 V.